# Gorochovets
Gorochovets (Russisch: Гороховец) is een stad in de Russische oblast Vladimir. De stad ligt 150 km ten oosten van Vladimir, aan de oever van de rivier de Kljazma. De naam van de stad komt van het Russische woord "горох" (goroch), wat erwt betekent.

## Geschiedenis
Het gebied waar Gorochovets ligt, is vroeger bewoond door Slavische volkeren. De eerste vermelding van de stad is uit 1239, toen de stad compleet verwoest was door de Mongolen. De stad had toen waarschijnlijk al enkele decennia bestaan. In de 15e eeuw behoorde Gorochovets tot Nizjni Novgorod, daarna tot het Grootvorstendom Moskou.
In 1539 was Gorochovets opnieuw belegerd door Tataarse troepen. Op het moment dat de stad compleet verwoest zou worden, kwam de zon op. In het schijnsel van het licht stond een enorme krijger met een groot zwaard. Hierdoor vluchtten de belegeraars in grote angst en bleef de stad gespaard. Deze plek staat sindsdien bekend als de "Angstberg", tegenwoordig is er een groot stadspark.

## Bezienswaardigheden
In de 17e en 18e eeuw was Gorochovets een belangrijk handelscentrum. In deze tijd zijn daardoor ook veel kathedralen en kloosters in de stad gebouwd. Zo is er in het centrum het Nikolskiklooster, daarnaast staat de Troitskikathedraal.
Bestuurlijk centrum: Vladimir

Aleksandrov · Goes-Chroestalny · Gorochovets · Joerjev-Polski · Kamesjkovo · Karabanovo · Kirzjatsj · Koerlovo · Koltsjoegino · Kosterjovo · Kovrov · Lakinsk · Melenki · Moerom · Petoesjki · Pokrov · Radoezjny · Sobinka · Soedogda · Soezdal · Stroenino · Vjazniki
Aleksandrov · Bogoljoebovo · Gorochovets · Goes-Chroestalny · Ivanovo · Jaroslavl · Joerjev-Polski · Kaljazin · Kideksja · Kostroma · Moerom · Moskou · Oeglitsj · Palech · Pereslavl-Zalesski · Pljos · Rostov · Rybinsk · Sergiev Posad · Soezdal · Toetajev · Vladimir